# Puchar Niemiec w piłce nożnej (2019/2020)
Puchar Niemiec w piłce nożnej mężczyzn 2019/2020 – 77. edycja rozgrywek mających na celu wyłonienie zdobywcy Pucharu Niemiec, który uzyska tym samym prawo gry w fazie grupowej Ligi Europy UEFA sezonu 2020/2021. Finał został rozegrany na Stadionie Olimpijskim w Berlinie. W finale Bayern Monachium pokonał Bayer 04 Leverkusen 4:2, zdobywając to trofeum po raz 20. w historii klubu.

## Uczestnicy
| uczestnicy Bundesligi w sezonie 2018/2019 wszystkie zespoły | uczestnicy 2. Bundesligi w sezonie 2018/2019 wszystkie zespoły | 4 najlepsze zespoły z 3. Bundesligi w sezonie 2018/2019 oraz zdobywcy pucharów regionalnych 28 zespołów |
| --- | --- | --- |
| - Bayern Monachium - Borussia Dortmund - RB Lipsk - Bayer 04 Leverkusen - Borussia Mönchengladbach - VfL Wolfsburg - Eintracht Frankfurt - Werder Brema - TSG 1899 Hoffenheim - Fortuna Düsseldorf - Hertha BSC - 1. FSV Mainz 05 - SC Freiburg - FC Schalke 04 - FC Augsburg - VfB Stuttgart - Hannover 96 - 1. FC Nürnberg | - 1. FC Köln - SC Paderborn 07 - 1. FC Union Berlin - HSV - 1. FC Heidenheim - Holstein Kiel - Arminia Bielefeld - SSV Jahn Regensburg - FC St. Pauli - SV Darmstadt 98 - VfL Bochum - Dynamo Drezno - SpVgg Greuther Fürth - FC Erzgebirge Aue - SV Sandhausen - FC Ingolstadt 04 - 1. FC Magdeburg - MSV Duisburg | - VfL Osnabrück - Karlsruher SC - SV Wehen Wiesbaden - Hallescher FC - KFC Uerdingen 05 - Alemania Aachen - TuS Dassendorf - FC 08 Villingen - SV Drochtersen/Assel - SC Verl - FC Viktoria 1889 Berlin - Wacker Nordhausen - Würzburger Kickers - KSV Baunatal - SSV Ulm 1846 Fußball - Atlas Delmenhorst - FSV Salmrohr - Germania Halberstadt - SV Rödinghausen - SV Waldof Mannheim - FC Oberneuland - 1. FC Saarbrücken - VfB Lübeck - VfB Eichstätt - Chemnitzer FC - Hansa Rostock - Energie Cottbus |

## Plan rozgrywek
- 1. runda – 9-12 sierpnia 2019r.
- 2. runda – 29-30 października 2019r.
- 3. runda – 4-5 lutego 2020r.
- ćwierćfinały – 3-4 marca 2020r.
- półfinały – 9-10 czerwca 2020r.[a]
- finał – 4 lipca 2020 r.[a]

## Rozgrywki

### 1. runda
Mecze 1. rundy odbyły się w dniach 9-12 sierpnia 2019 roku.
| 9 sierpnia 2019 | KFC Uerdingen | 0:2   | Borussia Dortmund      |                                                                      |
| 20:45           |               | (0:0) | 49' Reus · 70' Alcácer | Merkur Spielarena, Düsseldorf Widzów: 32110 Sędzia: Sascha Stegemann |

| 9 sierpnia 2019 | FC Ingolstadt 04 | 0:1   | 1. FC Nürnberg |                                                                 |
| 20:45           |                  | (0:0) | 87' Dovedan    | Audi-Sportpark, Ingolstadt Widzów: 15000 Sędzia: Daniel Siebert |

| 9 sierpnia 2019 | SV Sandhausen | 0:1   | Borussia Mönchengladbach |                                                                            |
| 20:45           |               | (0:1) | 18' Thuram               | BWT-Stadion am Hardtwald, Sandhausen Widzów: 13659 Sędzia: Robert Hartmann |

| 10 sierpnia 2019 | 1. FC Kaiserslautern  | 2:0   | FSV Mainz 05 |                                                                         |
| 15:30            | 63' Starke · 90' Pick | (0:0) |              | Fritz-Walter-Stadion, Kaiserslautern Widzów: 41000 Sędzia: Felix Zwayer |

| 10 sierpnia 2019 | Alemannia Aachen | 1:4   | Bayer Leverkusen                                               |                                                         |
| 15:30            | 56' Batarilo     | (0:2) | 19' Hackenberg (sam.) · 39' Volland · 72' Bailey · 88' Havertz | Tivoli, Akwizgran Widzów: 30600 Sędzia: Martin Petersen |

| 10 sierpnia 2019 | TuS Dassendorf | 0:3   | Dynamo Drezno                     |                                                            |
| 15:30            |                | (0:1) | 37' Löwe · 75' Burnic · 77' Röser | GGZ-Arena, Zwickau Widzów: 5673 Sędzia: Jonas Weickenmeier |

| 10 sierpnia 2019 | FC 08 Villingen                 | 1:3 (pd.) | Fortuna Düsseldorf                       |                                                                                |
| 15:30            | 42' Ukoh (sam.) · 104' Weißhaar | (1:0)     | 56' Ampomah · 102' Ofori · 116' Hennings | MS Technologie Arena, Villingen-Schwenningen Widzów: 8300 Sędzia: Florian Heft |

| 10 sierpnia 2019 | SV Drochtersen/Assel | 0:5   | Schalke 04                                                        |                                                                    |
| 15:30            |                      | (0:1) | 44' Skrzybski · 61', 83' Burgstaller · 65' Caligiuri · 73' Mercan | Kehdinger Stadion, Drochtersen Widzów: 8000 Sędzia: Michael Bacher |

| 10 sierpnia 2019 | SC Verl                            | 2:1   | FC Augsburg |                                                           |
| 15:30            | 9' Suchý (sam.) · 23' Schallenberg | (2:0) | 83' Hahn    | Sportclub Arena, Verl Widzów: 5000 Sędzia: Martin Thomsen |

| 10 sierpnia 2019 | FC Viktoria 1889 Berlin | 0:1   | Arminia Bielefeld |                                                                          |
| 15:30            |                         | (0:1) | 15' Voglsammer    | Friedrich-Ludwig-Jahn-Sportpark, Berlin Widzów: 4503 Sędzia: Franz Bokop |

| 10 sierpnia 2019 | Wacker Nordhausen        | 1:4   | FC Erzgebirge Aue                                  |                                                                         |
| 15:30            | 22' Mickels · 74' Becker | (1:1) | 38' Baumgart · 57' Hochscheidt · 80', 84' Testroet | Albert-Kuntz-Sportpark, Nordhausen Widzów: 4347 Sędzia: Christof Günsch |

| 10 sierpnia 2019 | 1. FC Magdeburg | 0:1 (pd.) | SC Freiburg    |                                                         |
| 15:30            |                 | (0:0)     | 93' Walschimdt | MDCC-Arena, Magdeburg Widzów: 15000 Sędzia: Harm Osmers |

| 10 sierpnia 2019 | Würzburger Kickers                                           | 3:3 k. 4:5    | TSG Hoffenheim                                |                                                                |
| 18:30            | 68' Kaufmann · 75' Vrenezi · 114' Pfeiffer                   | (0:1, k. 4:5) | 29' Kadeřábek · 54' Bebou · 99' Szalai        | flyeralarm Arena, Würzburg Widzów: 9000 Sędzia: Guido Winkmann |
| 18:30            | · Hägele · Schuppan · Kaufmann · Vrenezi · Widemann · Hansen | Rzuty karne   | · Szalai · Bebou · Skov · Rudy · Rupp · Posch | flyeralarm Arena, Würzburg Widzów: 9000 Sędzia: Guido Winkmann |

| 10 sierpnia 2019 | KSV Baunatal               | 2:3   | VfL Bochum             |                                                                |
| 18:30            | 32' Blahout · 45' Schrader | (2:1) | 17', 70', 73' Ganvoula | Parkstadion, Baunatal Widzów: 6000 Sędzia: Wolfgang Haslberger |

| 10 sierpnia 2019 | SSV Ulm 1846 Fußball | 0:2   | 1. FC Heidenheim              |                                                            |
| 18:30            |                      | (0:1) | 7' Leipertz · 72' Schnatterer | Donaustadion, Ulm Widzów: 16521 Sędzia: Florian Badstübner |

| 10 sierpnia 2019 | Atlas Delmenhorst | 1:6   | Werder Brema                                                              |                                                           |
| 20:45            | 30' Schmidt       | (1:4) | 10' Ōsako · 19' Moisander · 37' Rashica · 40' Klaassen · 68', 74' Pizarro | Weserstadion, Brema Widzów: 41500 Sędzia: Patrick Ittrich |

| 11 sierpnia 2019 | FSV Salmrohr | 0:6   | Holstein Kiel                                          |                                                             |
| 15:30            |              | (0:1) | 39', 65', 76' Baku · 54' Lee · 63' Atanga · 88' Porath | Salmtalstadion, Salmtal Widzów: 2500 Sędzia: Thorben Siewer |

| 11 sierpnia 2019 | Germania Halberstadt | 0:6   | 1. FC Union Berlin                                                               |                                                                  |
| 15:30            |                      | (0:1) | 27' Schlotterbeck · 65' Andersson · 67' Lenz · 71' Mees · 76' Andrich · 89' Ujah | Friedensstadion, Halberstadt Widzów: 5946 Sędzia: Tobias Reichel |

| 11 sierpnia 2019 | SV Rödinghausen                         | 3:3 k. 2:4    | SC Paderborn                                |                                                                      |
| 15:30            | 53' Engelmann · 80', 85' Lokotsch       | (0:2, k. 2:4) | 28' Hünemeier · 43' Antwi-Adjej · 73' Mamba | Häcker Wiehenstadion, Rödinghausen Widzów: 2300 Sędzia: Arne Aarnink |
| 15:30            | · Lokotsch · Backszat · Wolff · Steffen | Rzuty karne   | · Hünemeier · Gjasula · Collins · Souza     | Häcker Wiehenstadion, Rödinghausen Widzów: 2300 Sędzia: Arne Aarnink |

| 11 sierpnia 2019 | SV Waldhof Mannheim          | 3:5   | Eintracht Frankfurt                           |                                                               |
| 15:30            | 3', 11' Sulejmani · 72' Marx | (2:2) | 21' Kamada · 45' Kostić · 76', 81', 88' Rebić | Carl-Benz-Stadion, Mannheim Widzów: 24302 Sędzia: Felix Brych |

| 11 sierpnia 2019 | FC Oberneuland | 1:6   | SV Darmstadt                                                      |                                                                    |
| 15:30            | 48' Jobe       | (0:3) | 32' Schnellhardt · 38' Mehlem · 43', 56', 75' Dursun · 89' Skarke | Florian Wellmann Stadion, Brema Widzów: 2353 Sędzia: Pascal Müller |

| 11 sierpnia 2019 | 1. FC Saarbrücken            | 3:2   | SSV Jahn Regensburg                                        |                                                                            |
| 15:30            | 53', 90' Jurcher · 77' Zeitz | (0:0) | 64' Besuschkow · 74' Grüttner · 75' Besuschkow · 90' Geipl | Hermann-Neuberger-Stadion, Völklingen Widzów: 5021 Sędzia: Sven Waschitzki |

| 11 sierpnia 2019 | VfB Lübeck                                       | 3:3 k. 3:4    | FC St. Pauli                                                |                                                                        |
| 15:30            | 9' Deichmann · 55' Thiel · 115' Arslan           | (1:0, k. 3:4) | 63' Sobota · 66' Diamantakos · 94' Knoll · 120' Diamantakos | Stadion an der Lohmühle, Lubeka Widzów: 15292 Sędzia: Frank Willenborg |
| 15:30            | · Arslan · Malone · Halke · Matovina · Fernandes | Rzuty karne   | · Sobota · Hoffmann · Lankford · Buchtmann · Knoll          | Stadion an der Lohmühle, Lubeka Widzów: 15292 Sędzia: Frank Willenborg |

| 11 sierpnia 2019 | VfB Eichstätt | 1:5   | Hertha BSC                                               |                                                             |
| 15:30            | 52' Kügel     | (0:3) | 11' Darida · 12', 31' Ibišević · 62' Kalou · 75' Esswein | Audi-Sportpark, Ingolstadt Widzów: 7030 Sędzia: Timo Gerach |

| 11 sierpnia 2019 | VfL Osnabrück             | 2:3   | RB Lipsk                           |                                                               |
| 15:30            | 9' Amenyido · 73' Álvarez | (1:3) | 7', 31' Sabitzer · 29' Klostermann | Bremer Brücke, Osnabrück Widzów: 14625 Sędzia: Tobias Stieler |

| 11 sierpnia 2019 | Chemnitzer FC                                                          | 2:2 k. 5:6    | HSV                                                                           |                                                                              |
| 18:30            | 57' Bozic · 68' Langer                                                 | (0:0, k. 5:6) | 62' Hinterseer · 75' Kittel                                                   | Stadion - An der Gellertstraße, Chemnitz Widzów: 13130 Sędzia: Robert Kampka |
| 18:30            | · Müller · Sarmow · Bonga · Schoppenhauer · Tallig · Itter · Reddemann | Rzuty karne   | · Kittel · Hinterseer · Narey · Wintzheimer · Samperio · van Drongelen · Fein | Stadion - An der Gellertstraße, Chemnitz Widzów: 13130 Sędzia: Robert Kampka |

| 11 sierpnia 2019 | MSV Duisburg              | 2:0   | SpVgg Greuther Fürth |                                                                             |
| 18:30            | 4' Daschner · 14' Albutat | (2:0) |                      | Schauinsland-Reisen-Arena, Duisburg Widzów: 13542 Sędzia: Christian Dingert |

| 11 sierpnia 2019 | SV Wehen Wiesbaden             | 3:3 k. 2:3    | 1. FC Köln                                        |                                                             |
| 18:30            | 53', 56' Lorch · 118' Kyereh   | (0:2, k. 2:3) | 39' Córdoba · 42' Kainz · 107' Schaub             | Brita-Arena, Wiesbaden Widzów: 8000 Sędzia: Robert Schröder |
| 18:30            | · Kuhn · Gül · Guthörl · Ajani | Rzuty karne   | · Terodde · Kainz · Modeste · Hector · Verstraete | Brita-Arena, Wiesbaden Widzów: 8000 Sędzia: Robert Schröder |

| 11 sierpnia 2019 | Hallescher FC                       | 3:5 (pd.) | VfL Wolfsburg                                                                         |                                                              |
| 18:30            | 43' Drinkuth · 57' Mai · 90' Fetsch | (1:1)     | 44' Weghorst · 49' Gerhardt · 70' William · 92' Knoche · 94' Brekalo · 89' Guilavogui | Erdgas Sportpark, Halle Widzów: 14000 Sędzia: Markus Schmidt |

| 12 sierpnia 2019 | Karlsruher SC               | 2:0   | Hannover 96 |                                                                  |
| 18:30            | 53' Grozurek · 61' Wanitzek | (0:0) |             | Wildparkstadion, Karlsruhe Widzów: 11779 Sędzia: Benjamin Cortus |

| 12 sierpnia 2019 | Hansa Rostock | 0:1   | VfB Stuttgart |                                                             |
| 18:30            |               | (0:1) | 19' Ghaddioui | Ostseestadion, Rostock Widzów: 24000 Sędzia: Sven Jablonski |

| 12 sierpnia 2019 | Energie Cottbus | 1:3   | Bayern Monachium                           |                                                                           |
| 20:45            | 90' Taz         | (0:1) | 32' Lewandowski · 64' Coman · 85' Goretzka | Stadion der Freundschaft, Chociebuż Widzów: 20602 Sędzia: Patrick Ittrich |

### 2. runda
Mecze 2. rundy odbyły się w dniach 29-30 października 2019 roku.
| 29 października 2019 | MSV Duisburg | 0:2   | TSG Hoffenheim               |                                                                        |
| 18:30                |              | (0:0) | 52' Grillitsch · 58' Adamyan | Schauinsland-Reisen-Arena, Duisburg Widzów: 14306 Sędzia: Sören Storks |

| 29 października 2019 | 1. FC Saarbrücken                       | 3:2   | 1. FC Köln               |                                                                            |
| 18:30                | 53' Schorch · 57' Jurcher · 90' Jänicke | (0:0) | 70' Hector · 84' Terodde | Hermann-Neuberger-Stadion, Völklingen Widzów: 6800 Sędzia: Martin Petersen |

| 29 października 2019 | SC Freiburg | 1:3   | 1. FC Union Berlin                   |                                                                               |
| 18:30                | 45' Koch    | (1:1) | 36' Mees · 87' Andrich · 90' Gentner | Schwarzwald-Stadion, Fryburg Bryzgowijski Widzów: 24000 Sędzia: Robert Kampka |

| 29 października 2019 | HSV      | 1:2 (pd.) | VfB Stuttgart                |                                                                 |
| 18:30                | 16' Hunt | (1:1)     | 2' González · 114' Ghaddioui | Volksparkstadion, Hamburg Widzów: 45503 Sędzia: Bastian Dankert |

| 29 października 2019 | VfL Bochum                      | 1:2   | Bayern Monachium        |                                                                   |
| 20:00                | 35' Davies (sam.) · 88' Kotchap | (1:0) | 83' Gnabry · 89' Müller | Vonovia Ruhrstadion, Bochum Widzów: 26600 Sędzia: Robert Schröder |

| 29 października 2019 | SV Darmstadt | 0:1   | Karlsruher SC |                                                                                    |
| 20:45                |              | (0:0) | 85' Hofmann   | Merck-Stadion am Böllenfalltor, Darmstadt Widzów: 11240 Sędzia: Florian Badstübner |

| 29 października 2019 | Bayer Leverkusen | 1:0   | SC Paderborn |                                                           |
| 20:45                | 26' Alario       | (1:0) |              | BayArena, Leverkusen Widzów: 15410 Sędzia: Sven Jablonski |

| 29 października 2019 | Arminia Bielefeld     | 2:3   | Schalke 04                  |                                                           |
| 20:45                | 72' Klos · 88' Soukou | (0:3) | 16' Schöpf · 25', 31' Raman | SchücoArena, Bielefeld Widzów: 26203 Sędzia: Manuel Gräfe |

| 30 października 2019 | 1. FC Kaiserslautern                                        | 2:2 k. 6:5    | 1. FC Nürnberg                                         |                                                                           |
| 18:30                | 8', 74' Thiele                                              | (1:1, k. 6:5) | 15' Jäger · 89' Frey                                   | Fritz-Walter-Stadion, Kaiserslautern Widzów: 21714 Sędzia: Guido Winkmann |
| 18:30                | · Kraus · Röser · Starke · Kühlwetter · Hemlein · Bjarnason | Rzuty karne   | · Geis · Hack · Dovedan · Frey · Sörensen · Handwerker | Fritz-Walter-Stadion, Kaiserslautern Widzów: 21714 Sędzia: Guido Winkmann |

| 30 października 2019 | SC Verl                                                                                   | 1:1 k. 8:7    | Holstein Kiel                                                                      |                                                            |
| 18:30                | 45' Hecker                                                                                | (1:1, k. 8:7) | 13' Serra                                                                          | Sportclub Arena, Verl Widzów: 5153 Sędzia: Christof Günsch |
| 18:30                | · Janjić · Lach · Ritzka · Choroba · Schröder · Haeder · Stöckner · Andzouana · Schöppner | Rzuty karne   | · Wahl · Khelifi · Mühling · Porath · Iyoha · Lee · Todorović · Eberwein · Neumann | Sportclub Arena, Verl Widzów: 5153 Sędzia: Christof Günsch |

| 30 października 2019 | VfL Wolfsburg | 1:6   | RB Lipsk                                                                      |                                                                |
| 18:30                | 89' Weghorst  | (0:1) | 13' Bruma (sam.) · 55' Sabitzer · 58' Forsberg · 61' Laimer · 68', 88' Werner | Volkswagen Arena, Wolfsburg Widzów: 17705 Sędzia: Felix Zwayer |

| 30 października 2019 | Werder Brema                                              | 4:1   | 1. FC Heidenheim |                                                           |
| 18:30                | 6' Rashica · 11' Bitterncourt · 18' Klaassen · 40' Friedl | (4:1) | 45' Schnatterer  | Weserstadion, Brema Widzów: 38663 Sędzia: Daniel Schlager |

| 30 października 2019 | Fortuna Düsseldorf       | 2:1   | FC Erzgebirge Aue |                                                                    |
| 20:45                | 45' Hennings · 75' Adams | (1:1) | 12' Krüger        | Merkur Spielarena, Düsseldorf Widzów: 20141 Sędzia: Tobias Reichel |

| 30 października 2019 | Borussia Dortmund | 2:1   | Borussia Mönchengladbach |                                                                   |
| 20:45                | 77', 80' Brandt   | (0:0) | 71' Thuram               | Signal Iduna Park, Dortmund Widzów: 79800 Sędzia: Benjamin Cortus |

| 30 października 2019 | Hertha BSC                                              | 3:3 k. 5:4    | Dynamo Drezno                                     |                                                             |
| 20:45                | 48' Lukebakio · 85' Duda · 120' Torunarigha             | (0:1, k. 5:4) | 36' Koné · 90' Ebert · 107' Stor                  | Olympiastadion, Berlin Widzów: 70429 Sędzia: Tobias Stieler |
| 20:45                | · Ibišević · Darida · Dilrosun · Rekik · Selke · Grujic | Rzuty karne   | · Ebert · Horvath · Müller · Koné · Stor · Ehlers | Olympiastadion, Berlin Widzów: 70429 Sędzia: Tobias Stieler |

| 30 października 2019 | FC St. Pauli | 1:2   | Eintracht Frankfurt |                                                                       |
| 20:45                | 42' Sobotka  | (1:2) | 4', 16' Dost        | Millerntor-Stadion, Hamburg Widzów: 29373 Sędzia: Matthias Jöllenbeck |

### 3. runda
Mecze 3. rundy odbyły się w dniach 4-5 lutego 2020 roku.
| 4 lutego 2020 | Eintracht Frankfurt         | 3:1   | RB Lipsk |                                                                          |
| 18:30         | 17' Silva · 51', 90' Kostić | (1:0) | 69' Olmo | Commerzbank-Arena, Frankfurt nad Menem Widzów: 47400 Sędzia: Felix Brych |

| 4 lutego 2020 | 1. FC Kaiserslautern | 2:5   | Fortuna Düsseldorf                                          |                                                                           |
| 18:30         | 10', 39' Kühlwetter  | (2:1) | 9' Ampomah · 49', 78' Hennings · 65' Zimermann · 83' Stöger | Fritz-Walter-Stadion, Kaiserslautern Widzów: 35340 Sędzia: Markus Schmidt |

| 4 lutego 2020 | Schalke 04                                           | 3:2 (pd.) | Hertha BSC                                |                                                                |
| 20:45         | 76' Caligiuri · 82' Harit · 115' Raman · 102' Wagner | (0:2)     | 12' Köpke · 39' Piątek · 100' Torunarigha | Veltins-Arena, Gelsenkirchen Widzów: 53525 Sędzia: Harm Osmers |

| 4 lutego 2020 | Werder Brema                              | 3:2   | Borussia Dortmund      |                                                          |
| 20:45         | 16' Selke · 30' Bittencourt · 70' Rashica | (2:0) | 67' Håland · 78' Reyna | Weserstadion, Brema Widzów: 41616 Sędzia: Guido Winkmann |

| 5 lutego 2020 | Bayer Leverkusen                | 2:1   | VfB Stuttgart   |                                                                   |
| 18:30         | 72' Bredlow (sam.) · 83' Alario | (0:0) | 85' Wamangituka | BayArena, Leverkusen Widzów: 20000 Sędzia: Bibiana Steinhaus-Webb |

| 5 lutego 2020 | SC Verl | 0:1   | 1. FC Union Berlin |                                                           |
| 18:30         |         | (0:0) | 85' Andrich        | Sportclub Arena, Verl Widzów: 5135 Sędzia: Sven Jablonski |

| 5 lutego 2020 | Bayern Monachium                                      | 4:3   | TSG Hoffenheim                      |                                                                 |
| 20:45         | 13' Hübner (sam.) · 20' Müller · 36', 80' Lewandowski | (3:1) | 8' Boateng (sam.) · 82', 90' Dabbur | Allianz Arena, Monachium Widzów: 71500 Sędzia: Sascha Stegemann |

| 5 lutego 2020 | 1. FC Saarbrücken                             | 0:0 k. 5:3    | Karlsruher SC                           |                                                                         |
| 20:45         |                                               | (0:0, k. 5:3) |                                         | Hermann-Neuberger-Stadion, Völklingen Widzów: 6800 Sędzia: Sören Storks |
| 20:45         | · Zellner · Golley · Zeitz · Miotke · Schorch | Rzuty karne   | · Hofmann · Djuricin · Pisot · Wanitzek | Hermann-Neuberger-Stadion, Völklingen Widzów: 6800 Sędzia: Sören Storks |

### ćwierćfinały
Mecze ćwierćfinałowe odbyły się w dniach 3-4 marca 2020 roku.
| 3 marca 2020 | 1. FC Saarbrücken                                                                            | 1:1 k. 7:6    | Fortuna Düsseldorf                                                                                   |                                                                          |
| 18:30        | 31' Jänicke                                                                                  | (1:0, k. 7:6) | 90' Zanka                                                                                            | Hermann-Neuberger-Stadion, Völklingen Widzów: 6800 Sędzia: Deniz Aytekin |
| 18:30        | · Zellner · Jacob · Zeitz · Golley · Schorch · Andrist · Froese · Barylla · Jänicke · Müller | Rzuty karne   | · Ayhan · Hennings · Karaman · Skrzybski · Stöger · Zimmermann · Suttner · Ampomah · Morales · Zanka | Hermann-Neuberger-Stadion, Völklingen Widzów: 6800 Sędzia: Deniz Aytekin |

| 3 marca 2020 | Schalke 04 | 0:1   | Bayern Monachium |                                                                   |
| 20:45        |            | (0:1) | 40' Kimmich      | Veltins-Arena, Gelsenkirchen Widzów: 62271 Sędzia: Tobias Stieler |

| 4 marca 2020 | Bayer Leverkusen                         | 3:1   | 1. FC Union Berlin        |                                                            |
| 18:30        | 72' Bellarabi · 86' Aranguiz · 90' Diaby | (0:1) | 39' Ingvartsen · 71' Lenz | BayArena, Leverkusen Widzów: 18453 Sędzia: Benjamin Cortus |

| 4 marca 2020 | Eintracht Frankfurt                 | 2:0   | Werder Brema |                                                                           |
| 20:45        | 45' Silva · 60' Kamada · 90' Kostić | (1:0) |              | Commerzbank-Arena, Frankfurt nad Menem Widzów: 51500 Sędzia: Felix Zwayer |

### półfinały
Mecze półfinałowe pierwotnie miały odbyć się w dniach 22-23 kwietnia 2020 roku, jednak ostatecznie zostały rozegrane 9-10 czerwca 2020 roku.
| 9 czerwca 2020 | 1. FC Saarbrücken | 0:3   | Bayer Leverkusen                       |                                                                        |
| 20:45          |                   | (0:2) | 11' Diaby · 19' Alario · 58' Bellarabi | Hermann-Neuberger-Stadion, Völklingen Widzów: 0 Sędzia: Guido Winkmann |

| 10 czerwca 2020 | Bayern Monachium              | 2:1   | Eintracht Frankfurt |                                                        |
| 20:45           | 14' Perišić · 74' Lewandowski | (1:0) | 69' da Costa        | Allianz Arena, Monachium Widzów: 0 Sędzia: Marco Fritz |

### finał
Mecz finałowy pierwotnie miał się odbyć w dniu 23 maja. Jednak ostatecznie odbył się 4 lipca 2020 roku.
| 4 lipca 2020 | Bayer Leverkusen         | 2:4   | Bayern Monachium                              |                                                      |
| 20:00        | 64' Bender · 90' Havertz | (0:2) | 16' Alaba · 24' Gnabry · 59', 89' Lewandowski | Olympiastadion, Berlin Widzów: 0 Sędzia: Tobias Welz |

| Puchar Niemiec w piłce nożnej 2019/2020 zwycięzcy |
| ------------------------------------------------- |
| Bayern Monachium 20. tytuł                        |